# Aar de Goede
Arie (Aar) de Goede (Vlaardingen, 21 mei 1928 – Zoeterwoude, 16 mei 2016) was een Nederlands politicus voor D66.
De Goede was financieel-economisch woordvoerder van de eerste D66-fractie in de Tweede Kamer. Voordat hij de politiek inging, werkte hij bij de Belastingdienst en op de secretariaten van onder meer een vormingscentrum en een adviesbureau. Hij was door zijn werkzaamheden bij het Reactor Centrum Nederland deskundig op het gebied van de kernenergie. Als staatssecretaris van Financiën bracht hij in het kabinet-Den Uyl een vernieuwing van de Comptabiliteitswet tot stand die de positie van de Algemene Rekenkamer versterkte. Hij werd later Europarlementariër en was één jaar Eerste Kamerlid.
In de Tweede Kamer maakte hij zich onder andere sterk voor de meerjarenplanning en -begroting. Een ander onderwerp was het ultracentrifuge project: een in die tijd alternatieve manier voor uraniumverrijking. Uiteindelijk is het ultracentrifuge project in Nederland gerealiseerd in Almelo. Begin jaren 70 werd hij door de Volkskrant tweemaal aangewezen als parlementariër van het jaar. (Vanaf 1973 kwam er de verkiezing tot politicus van het jaar via De Tijd.) Hij maakte deel uit van een van de progressieve schaduwkabinetten.
Hans van Mierlo en Laurens-Jan Brinkhorst kozen er beiden voor geen lijsttrekker te worden bij de eerste verkiezingen voor het Europees parlement. Aar de Goede werd vervolgens de eerste lijsttrekker voor D'66. D'66 behaalde 9,5% van de stemmen, dit bleef lange tijd de hoogste score voor D'66. Onder Aar de Goede bleef D'66 een onafhankelijke fractie in het Europees parlement. (Hans van Mierlo koos 'met het pistool op de borst' voor de PvdA, er was ook een sterke liberale string binnen D'66. Later is D'66 deel uit gaan maken van de liberale fractie in het Europees parlement.) Begin jaren 80 viel het kabinet van Agt-Den Uyl. Aar de Goede was er sterk op tegen dat D'66 deel bleef uitmaken van het interim-kabinet dat volgde. Hij wees een verzoek tot toetreding daarom af.
De Goede behoorde tot de Nederlandse Hervormde Kerk (tegenwoordig Protestantse Kerk in Nederland (PKN)).
Hij was Ridder in de Orde van de Nederlandse Leeuw en drager van het Grootkruis in de Ere-Orde van de Palm van Suriname.
Aar de Goede overleed in mei 2016 op 87-jarige leeftijd.
- Biografisch Portaal: 83540133
- Nederlandse Thesaurus van Auteursnamen: 146840569
- Parlement.com: vg09ll12vorw
- Virtual International Authority File: 280096415